# (4875) Ingalls
Pour les articles homonymes, voir Ingalls.
(4875) Ingalls est un astéroïde de la ceinture principale.

## Description
(4875) Ingalls est un astéroïde de la ceinture principale. Il fut découvert le 19 février 1991 à Yatsugatake par Yoshio Kushida et Reiki Kushida. Il présente une orbite caractérisée par un demi-grand axe de 2,24 UA, une excentricité de 0,18 et une inclinaison de 5,3° par rapport à l'écliptique.
Il est nommé d'après Laura Ingalls Wilder, femme de lettres américaine, et la famille Ingalls.

## Compléments